# قاضي سيد رافع محمد
قاضي سيد رافع محمد (توفي حوالي 1090 هـ / 1679م) باحث إسلامي ذو سمعة طيبة من سكراس في مقاطعة جورجاون.
بعد هجوم جنكيز خان على بلاد فارس، هاجر مع أفراد عائلته من مشهد إلى الهند عبر غرديز في عهد السلطان شمس الدين التتمش (1211 -1235)، تم الاعتراف بهذه العائلة لاحقًا باسم عائلة سيد، وحصلت على العديد من الألقاب الشرفية من سلاطين المغول.